# Helyi oszcillátor
A helyi oszcillátor (gyakran rövidítve LO -ra) a szuperheterodin rádiókészülékek fontos szerkezeti egysége. Fő funkciója a frekvenciaátalakítás elősegítése. Ehhez a helyi oszcillátor a hangolóegység által meghatározott stabil frekvenciájú szinuszhullámot generál.

## A helyi oszcillátor feladata

### Vevőkészülékekben
A helyi oszcillátor egy közönséges oszcillátórtól annyiban tér el, hogy a frekvenciameghatározó áramköri elemei külső beavatkozás függvényében hangolhatóak. Ezek a frekvenciameghatározó elemek a hangolóegység részei. Több sávos rádióknál minden sávhoz külön-külön hangolható rezgőkör tartozik. Hogy melyik rezgőkör csatlakozik a helyi oszcillátorhoz, azt a hangolóegység sávkapcsolójának állása határozza meg. (A nagyfrekvenciás előerősítő rezgőkörei is hasonló megoldásúak.)
A helyi oszcillátor és a nagyfrekvenciás előerősítő frekvenciameghatározó rezgőkörei állomáskereséskor egyszerre hangolódnak, oly módon, hogy a két rezgőkör rezonanciafrekvenciájának különbsége mindig a középfrekvencia értéke.
{\displaystyle f_{LO}=f_{KF}+f_{RF}}
Ezt a keverési módot alsó keverésnek nevezzük, mert fKF < fRF
Ha egy műsorvevő rádiókészülék középhullámon az 540 kHz-en vehető Kossuth rádió frekvenciájára van beállítva akkor a rádiófrekvenciás előerősítő rezgőköre is 540 kHz-es rezonanciafrekvencián van, 468 kHz-es középfrekvencia esetén a helyi oszcillátor frekvenciája 468 kHz +540 kHz = 1008 kHz. Ha az állomáskeresőt elforgatjuk az 1116 kHz-en működő Dankó rádió frekvenciájára, akkor a rádiófrekvenciás előerősítő rezonanciafrekvenciája 1116 kHz lesz, és hogy a középfrekvencia itt is 468 kHz maradjon, az oszcillátor rezgőköreit is el kell hangolni 468 kHz + 1116 kHz = 1584 kHz-re. Ha van kér rádiónk, és egymás közelébe tesszük őket, akkor az egyik rádióval tudjuk venni a másik rádió helye oszcillátorának jelét.
Ultrarövid hullámon is hasonló a helyzet, ha a 94.8 MHz-es frekvencián üzemelő Petőfi rádiót hallgatjuk, akkor az RF egység rezgőkörei 94.8 MHz-es rezonancián vannak, az alkalmazott középfrekvencia 10.7 MHz. Tehát a helyi oszcillátor 94.8 MHz + 10.7 MHz = 105.5 MHz-en rezeg. Ha a rádiót átállítjuk a 103.3 MHz-en sugárzó Retró Rádió frekvenciájára, akkor az előerősítő rezgőköreinek rezonanciafrekvenciája 103.3 MHz lesz. Hogy a középfrekvencia továbbra is 10.7 MHz  maradjon, az oszcillátor rezgőköreinek is át kell állnia 103.3 MHz + 10.7 MHz =  114 MHz-es rezonanciafrekvenciára.
Ritkább esetben, pl. hosszúhullámok vételére felső keverést használnak:
{\displaystyle f_{LO}=f_{KF}-f_{RF}}
Ha egy műsorvevő rádió a 153 kHz-es frekvencián sugárzó Radio Antena Satelor műsorának vételére van beállítva akkor a nagyfrekvenciás előerősítő rezgőköre is 153 kHz-es rezonanciafrekvencián van, 468 kHz-es középfrekvencia eléréséhez a helyi oszcillátornak 468 kHz – 153 kHz = 315 kHz -es szinuszjelet kell előállítania.

### Adóberendezésekben
Az adóberendezésekben két oszcillátor is található:
- a helyi oszcillátor egy meghatározott, fix frekvencián működik, célja a középfrekvenciás vivőfrekvencia előállítása. A modulátor erre a középfrekvenciára (fKF) ülteti rá az átvinni kívánt információt, ami által középfrekvenciás modulált jel keletkezik.
- rádiófrekvenciás oszcillátor (RO): hangolható oszcillátor, aminek kimenő jelét a keverő hozzákeveri a középfrekvenciás modulált jelhez, és így előáll a modulált jel az adási frekvencián (fA). Ennek az oszcillátornak egyidejűleg kell hangolhatónak lennie a nagyfrekvenciás erősítővel. Az együttfutásról itt is hangolóegység gondoskodik.

{\displaystyle f_{A}=f_{KF}+f_{RO}}
{\displaystyle f_{RO}=f_{A}-f_{KF}}
Egy adóberendezésben a modulált jel 455 kHz-es középfrekvencián áll elő. A modulált jelet 3615 kHz-en kívánjuk leadni. A nagyfrekvenciás erősítőt fA=3615 kHz-re kell hangolni, az oszcillátorfrekvencia pedig fRO= 3615kHz – 455kHz = 3160kHz.

## Áramköri megoldások
Az általánosan elterjedt, műsorvevő rádiókészülékek többségénél a nagyfrekvenciás előerősítő, a helyi oszcillátor és a keverő egy fokozatban van megoldva. Ezt a fokozatot önrezgő keverőnek, más néven Autodin keverőnek nevezik. Műsorszóró állomás vételére az adott vételkörzetben normál körülmények között egy ilyen felépítésű rádió is megfelelő vételt biztosít.
A drágább, HIFI készülékek rádióvevői, vagy egyéb, speciális rádiókészülékek, amatőr rádiók helyi oszcillátora különálló fokozatban van megoldva.

### Forgókondenzátorral hangolható oszcillátor
A hangolható oszcillátorok kapcsolás szempontjából valamilyen oszcillátor-alapkapcsolásra épülnek, ahol a frekvenciameghatározó körhöz hozzáépítenek olyan szerkezeti elemet, amelynek valamilyen tulajdonsága kívülről befolyásolható. Az egyik legegyszerűbb megoldás egy LC oszcillátort hangolhatóvá tenni, oly módon, hogy az LC körrel párhuzamosan kapcsolunk egy forgókondenzátort. A forgókondenzátor a hangolóegység részét képezi. Az alábbi ábra egy egyszerű oszcillátorkapcsolást mutat be, a frekvenciameghatározó részét pirossal jelölve:
- P1-P3 kapocs: az oszcillátor itt kap tápfeszültséget
- P2-P3 kapocs: itt vesszük le a nagyfrekvenciás váltóáramot
- Az R1, R2, R3, R4 ellenállások értéke egy földelt emitteres A osztályú erősítőnek megfelelően van méretezve.
- A C1, C3 kondenzátorok hidegítőkondenzátorok, értékük nem kritikus, az oszcillátor frekvenciatartományában rövidzárat kell képezniük.
- C4, C5 kondenzátorok csatolókondenzátorok, az egyenáramú leválasztást szolgálják, az oszcillátor frekvenciatartományában rövidzárat kell képezniük.
- A C2 kondenzátor és a Tr1 visszacsatoló transzformátor 1. tekercse alkotja azt a rezgőkört, amely meghatározza az oszcillátor üzemi frekvenciáját. A Tr1 transzformátor 2. tekercse a visszacsatoló tekercs.
- A Tr1 transzformátor tekercseinek menetszám aránya általában Tr1.1 : Tr1.2 = 4:1 és Tr1.1 : Tr1.2 = 2:1 között van. Ennek értékét a T1 tranzisztor erősítési tényezője határozza meg. A Tr1 transzformátornál fontos, hogy a két tekercs hideg vége ellenkező oldalon legyen, vagy fordított menetirányban legyenek tekercselve, másképp nem indul el az oszcilláció.

Maga az oszcillátorkapcsolás felfogható egy erősítőként, amelynek bemenete a Tr1 transzformátor 2. tekercse, kimenete pedig a Tr1 transzformátor 1. tekercse és a C2 kondenzátor által alkotott rezgőkör. A bekapcsolás pillanatában a tranzisztor kollektorkörében egy áramlökés keletkezik, ami a rezgőkörben elindítja a rezgést. Ez a rezgés a visszacsatoló tekercsen keresztül bejut az erősítő bemenetére, így az erősítő gondoskodik arról, hogy a rezgőkör rezgése állandó legyen mindaddig, amíg a tápfeszültséget ki nem kapcsoljuk.
Egy rádiónál viszont nem elegendő, hogy az oszcillátor csak egy frekvencián rezegjen, külső beavatkozás hatására meg kell tudni változtatni a frekvenciáját. Ezt úgy érik el, hogy a C2 kondenzárorral párhuzamosan kötik egy kettős forgókondenzátor egyik kondenzátorát. A kettős forgókondenzátor másik forgókondenzátora pedig a nagyfrekvenciás előerősítő antennaköri rezgőkörével van párhuzamosan kötve. Mivel a két kondenzátor egy tengelyen forgatható, így meg lehet oldani, hogy az RF egység és az oszcillátor frekvenciájának különbsége mindig a középfrekvenia legyen.
A helyi oszcillátor hangolását az alábbi ábra mutatja:
- C6: trimmerkondenzátor, az oszcillátor frekvenciájának finomhangolására szolgál
- C11, C12: az egyenáramú leválasztást szolgálják, mivel a kettősforgó mindkét kondenzátorának egyik fegyverzete a közös földponthoz kapcsolódik. A rezgőkör mindkét pontján van egyenfeszültség is, mivel a tranzisztor kollektorköre a tekercsen keresztül kapja a megtáplálást. A kondenzátorok kapacitása akkora, hogy az oszcillátor üzemi frekvenciatartományában rövidzárat képezzenek.
- C7, C8: A kettős forgókondenzátor két kondenzátora. A közös tengelyt a szaggatott vonal jelöni.

A szürkével jelölt rezgőkör a nagyfrekvenciás előerősítő antennaköri rezgőkörét ábrázolja. Ezt a rezgőkört nevezik modulátorköri rezgőkörnek is.
Több sávos készülékek esetén előfordul, hogy mind a modulátorkör, mind az oszcillátorkör rezgőköreit külön panelen helyezik el, ahol minden frekvenciasávhoz tartozik egy oszcillátorköri és egy modulátorköri rezgőkör. A forgókondenzátor, a rezgőkörök, és az áramkör közötti kapcsolatot a sávkapcsoló határozza meg. A forgókondenzátor és a rezgőkörök a hangolóegység részei, méretezésük is abban a szócikkben szerepel.
Nem ritka, hogy a helyi oszcillátorhoz közvetlenül kapcsolódik még egy erősítőfokozat is, ami tovább stabilizálja a helyi oszcillátort azáltal, hogy a keverő, vagy adók esetén a modulátor nem azt a félvezetőt terheli, amelyben előáll a nagyfrekvenciás rezgés. Ezt a tehermentesítő erősítőt buffernek is nevezik. A buffer használata leginkább az adóberendezéseknél jellemző.
Fontos, hogy minél kisebb torzítással rendelkező erősítőt használjunk bufferként, ezért itt is csak A osztályú erősítőkapcsolás jöhet szóba.

### Varikap diódával hangolható oszcillátor
Varikap diódával kényelmesen hangolhatóvá tehető a helyi oszcillátor, mivel ennél a megoldásnál egy potenciométerrel történhet a hangolás. Megfelelő előtét ellenállások alkalmazásával megoldható az oszcillátor és a nagyferekvenciás előerősítő rezgőköreinek együttfutása is. Mivel az együttfutás problémája könnyen megoldható, így akár több hangolható előerősítő alkalmazását is lehetővé teszi. Továbbá lehetőséget biztosít, hogy a készüléket több állomásra is behangoljuk, melyek között kapcsolókkal tudunk választani. HiFi rádiótunereknél és televízióknal alkalmazzák ezt a megoldást.
Egy oszcillátor varikap diódákkal történő hangolását úgy oldhatjuk meg, hogy az oszcillátor hangolt körébe iktatjuk be leválasztókondenzátorok segítségével, a varikap diódák pedig külön egyenfeszültséget kapnak. A varikap diódákat viszonylag nagy egyenfeszültségell kell megtáplálni, 20-40V körüli a maximumfeszültségük, a rajtuk átfolyó áram viszont elhanyagolható, így egyszerű potenciométerekkel szabályozhatjuk a diódára jutó egyenfeszültséget.
A varikap dióda kapacitása a katódjára kapcsolt egyenfeszültség növelésével csökken, tehát párhuzamos rezgőkörben alkalmazva a rezgőkör rezonanciafrekvenciája növekszik, így elérhető, hogy az oszcillátor frekvenciáját egy egyenáramú feszültségszint határozza meg.  Mivel a varikap diódák áramfelvétele kicsi, így ezt az egyenáramú szintet egy egyszerű potenciométerrel is tudjuk szabályozni.
Mivel a varikap dióda külön egyenfeszültségű megtáplálást igényel, ezért egyenáramúlag le kell választani az oszcillátor rezgőköréről. Erről a C11 és C12 kondenzátor gondoskodik.
Meg kell akadályozni, hogy az oszcillátor által keltett váltóáram kijusson az egyenáramú megtápláláson keresztül. Erről az L2 fojtótekercs és a C89 kondenzátor gondoskodik. A nagyfrekvenciás erősítőnél is hasonlóan kell eljárni.
Mivel az oszcillátorfrekvencia és a nagyfrekvenciás előerősítő rezgőköreinek (szürkített rajzrész) frekvenciája eltér, ezért a két varikap diódát különböző feszültséggel kell megtáplálni. A helyi oszcillátor hangolófeszültségének finombeállítása az R5, R6 ellenállásokkal lehetséges. A POT1 potenciométer az állomáskereső, ennek állítása kihat a helyi oszcillátorra és a nagyfrekvenciás előerősítőre is.
A varikap diódák hangolására szolgáló egyenfeszültség a P4 csatlakozáson kerül a rendszerbe. A hangolófeszültség stabilitása kritikus, előállítása szűrt, stabilizált tápegységet igényel.

## Megjegyzés
Az áramköri ábrák és szimulációs diagramok a QUCS nyílt forrású áramkörszimulációs programmal készültek a jegyzetként használt könyvekben szereplő áramköri kapcsolások alapján.